# Oliver Pocher
Oliver Pocher (ur. 18 lutego 1978 w Hanowerze) – niemiecki komik, prezenter telewizyjny, aktor, piosenkarz i producent.

## Życiorys

### Wczesne lata
Urodził się i wychowywał w Hanowerze w rodzinie Świadków Jehowy jako syn księgowego Gerharda i urzędniczki ubezpieczeniowej Jutty Pocher. W dzieciństwie brał udział w ich działalności kaznodziejskiej. Odszedł z organizacji, gdyż nie zgadzał się z jej regułami.
Po ukończeniu szkoły w Isernhagen, rozpoczął naukę zawodu jako ubezpieczyciel w firmie Signal Iduna Bauspar AG, którą pomyślnie zakończył. W tym czasie był aktywny w kilku stacjach radiowych oraz pracował jako DJ w klubach i na imprezach rodzinnych w Celle. Ponadto także w grupie komików Holla-Bolla i jako komik z Birte Karalus. Po zakończeniu nauki, pracował jednak nadal w szwajcarskiej firmie ubezpieczeniowej Swiss Life.

### Kariera
Podczas studiów pracował w niepełnym wymiarze godzin w stacjach radiowych. 28 października 1998 roku pojawił się w telewizji podczas popołudniowego programu Bärbel Schäfer. Miał 5 minut, aby rozbawić publiczność. 29 września 1999 roku został prezenterem Chart Surfer Trash Top 100, Was geht ab, Planet Viva, a od roku 2002 prowadził swój własny program Alles Pocher, ... oder was?. W okresie od stycznia 2003 do 14 kwietnia 2006 był gospodarzem programu Rent a Pocher w ProSieben.
W 2006 roku nagrał singiel „Schwarz und Weiss”, piosenkę poświęconą Pucharowi Świata w 2006 roku. W komedii Vollidiot (2007) zagrał główną rolę Simona Petersa. W czterech odcinkach serialu kryminalnym RTL Kobra – oddział specjalny (Alarm für Cobra 11 – Die Autobahnpolizei, 2010, 2012) z udziałem Erdogana Atalaya (w roli Semira Gerkhana) i Toma Becka (jako Ben Jäger) pojawił się jako szalony, ale sympatyczny haker Oliver „Sturmi” Sturm.
Od października 2007 do kwietnia 2009 na kanale telewizyjnym Das Erste wraz z Haraldem Schmidtem prowadził wieczorny program Schmidt & Pocher. W 2008 roku ukazał się jego trzeci singiel „Bringt ihn heim”. Jest to utwór na Mistrzostwa Europy w piłce nożnej 2008. Oryginalna wersja to hit numer jeden w Baschi (Szwajcaria) „Bring en hei”. Od października 2009 do marca 2011 na kanale Sat.1 prowadził swój program Die Oliver Pocher Show.

### Życie prywatne
Został kibicem klubu piłkarskiego Hannover 96.
25 września 2010 roku ożenił się z Alessandrą Meyer-Wölden, z którą ma troje dzieci: córkę Nayla Alessandra (ur. 2 lutego 2010) i bliźniaki (ur. 25 września 2011). Jednak 30 stycznia 2014 roku doszło do rozwodu.

## Kontrowersje
W programie Schmidt & Pocher prowadzonym wspólnie z Haraldem Schmidtem w publicznej telewizji ARD, Pocher i Schmidt wywołali skandal, żartując z komór gazowych:
- „Ciekawe, co można, a właściwie, czego nie można powiedzieć w niemieckiej telewizji” – zastanawiał się w swoim programie Schmidt.
- „Aby to zbadać, skonstruowałem „nazometer”, urządzenie, które piszczy, gdy mówi się coś, co w naszym kraju jest niepoprawne politycznie” – odpowiedział mu Pocher.

Ku ogólnej radości widzów prowadzący zaczęli rozmawiać o tym, że w łazience jednego z nich zepsuł się prysznic. Gdy tylko Schmidt wypowiedział to ostatnie słowo, „nazometer” wydał z siebie piskliwy dźwięk.
- „Wiesz, a ja mam problemy z kuchenką gazową” – żartował Pocher. I znowu urządzenie zaczęło piszczeć.

Na żarty Pochera i Schmidta zareagowała gmina żydowska w Niemczech. Majid Khoshlessan rzeczniczka gminy oświadczyła: „Prowadzący powinni ponieść konsekwencje, takie żarty nie mogą mieć miejsca nigdzie na świecie, a już szczególnie w Niemczech”.

## Programy TV
| Tytuł                         | Nadawca   | Emisja                            |
| ----------------------------- | --------- | --------------------------------- |
| Alles Pocher, … oder was?     | VIVA      | 2002                              |
| Rent a Pocher                 | ProSieben | styczeń 2003 do 13 kwietnia 2006  |
| Trash Top 100                 | VIVA      | 2004                              |
| Pochers WM-Countdown          | ProSieben | 3 kwietnia 2006 do 5 czerwca 2006 |
| Pocher zu Gast in Deutschland | ProSieben | 12 czerwca 2006 do 6 lipca 2006   |
| Gameshow-Marathon             | ProSieben | 15 stycznia 2007 do 12 marca 2007 |
| Schmidt & Pocher              | Das Erste | od 25 października 2007           |

## Dyskografia

### Single
| Rok  | Tytuł                                               | Pozycja | Pozycja | Pozycja    | Data premiery    |
| Rok  | Tytuł                                               | Niemcy  | Austria | Szwajcaria | Data premiery    |
| ---- | --------------------------------------------------- | ------- | ------- | ---------- | ---------------- |
| 2006 | „Schwarz und Weiß”                                  | 3       | 33      | 81         | 28 kwietnia 2006 |
| 2007 | „Ich kann nix dafür” (z Neną i Stephanem Rammlerem) | 10      | 41      | 91         | 18 maja 2007     |
| 2008 | „Bringt ihn heim”                                   | 6       | 57      | –          | 9 maja 2008      |

### Gościnnie
- 2008: Kennst du die Stars? z albumu Heavy Metal Payback; Bushido

### Albumy
- 2007: It’s my life – Aus dem Leben eines B-Promis

### DVD
- 2005: Best of Pocher: Aufstieg und Fall eines B-Promis (2 DVD)
- 2007: It’s my life – Aus dem Leben eines B-Promis (2 DVD)
- 2008: Best of Schmidt & Pocher (2 DVD)
- 2009: Gefährliches Halbwissen – Die Weltrekord Live-Show (2 DVD)

## Filmografia

### Filmy fabularne
- 2004: O dwóch takich, co poszli w miasto – dubbing
- 2006: 7 krasnoludków: Las to za mało – historia jeszcze prawdziwsza (7 Zwerge – Der Wald ist nicht genug) jako skrzat (głos)
- 2006: Duszek głuptasek (Hui Buh) – głos
- 2006: Wyspa dinozaura (Urmel aus dem Eis) jako Schusch (głos)
- 2007: Vollidiot jako Simon Peters
- 2008: Wyspa dinozaura 2 (Urmel voll in Fahrt) jako Schusch (głos)
- 2010: Podwójne kłopoty (Hanni & Nanni) jako Rüdiger Hack
- 2012: Miłosny galimatias (Frisch gepresst) jako punk
- 2013: Der Weihnachtskrieg (TV)
- 2015: Bruder vor Luder jako architekt łazienkowy
- 2024: Statek marzeń: Nusantara (Das Traumschiff: Nusantara, TV) jako Christian Bruckner, mąż Veroniki

### Seriale TV
- 2001: Verbotene Liebe (Zakazana miłość) jako Oliver Pocher
- 2001: Sternenfänger jako Fred Benz
- 2003: Was nicht passt, wird passend gemacht jako pracownik firmy Kampmann
- 2009: Kobra – oddział specjalny (Alarm für Cobra 11) w roli samego siebie
- 2009–2012: Pastewka jako Oliver Pocher
- 2010: Anna und die Liebe jako Oliver Pocher
- 2010: Kobra – oddział specjalny jako Oliver „Sturmi” Sturm
- 2012: Kobra – oddział specjalny - odc.: Anioły śmierci (Engel des Todes ) jako Oliver „Sturmi” Sturm